# 方證大師
方證大師是金庸武俠小說《笑傲江湖》的少林派方丈，在《笑傲江湖》中乃當今正教中十位最強的好手之一，也是武當派掌門沖虛道長的重要伙伴。為笑傲江湖中武功絕頂的高手之一，亦為金庸小說中武功絕頂的高手之一。其師弟為方生大師。

## 概述
方證大師武藝高強、內功深厚，而且精通少林派最高内功奥義《易筋經》，連日月神教教主任我行的「吸星大法」都奈他不何，吸不到他絲毫內力，若不是任我行使詐，他在與任我行的比試中本應多半能獲勝。
由於方證大師內功已臻化境，而且心地慈祥，為人謙退，連任我行在少林寺也公開宣稱，自己最佩服的三個半人之中，包括了方證大師，只是因為他最佩服東方不敗，因此方證大師只能排第二。
方證大師慈悲為懷，是位得道高僧，當剛被逐出華山派的令狐沖身受內傷，只有少林派的《易筋經》才可醫好他的內傷，由於《易筋經》不可外傳，方證大師願收令狐沖為俗家弟子，但令狐沖不願在被師父岳不群逐出師門後立刻另投門派而拒絕了他的一番好意。後來令狐冲率領江湖人士上少林寺營救任盈盈時被困，但方證大師並未告知正派中人有關秘道之事，結果令狐冲等人亦得以經秘道脫困下山。
由於方證大師本人心地善良，加上賞識令狐冲不與左冷禪等人同流合污，因此除了與沖虛道長一同支持他接任恆山派掌門之外，亦希望他能阻止左冷禪吞併五嶽劍派的野心。
後來方證大師在轉達桃谷六仙受風清揚所託的口信時，代傳了一篇內功口訣，使令狐沖的內傷日漸好轉，最終令狐沖才從任盈盈口中得知他傳授的其實是少林派的《易筋經》，可見方證大師願放下門戶之見救治令狐冲。

## 武功
易筋經
少林派以至天下間至高無上之内功奥義，任何平庸武功在易筋经摧动之下均能化腐朽为神奇。
千手如來掌
一掌化兩掌，兩掌化四掌，四掌化八掌，接連變化，猶如千手齊發，炫麗奪目。
金剛禪獅子吼
丹田内气外发，发声吐气之功法，发功呼啸，也犹如迅雷疾泻传出数里之外，令敌肝胆剧烈，心惊胆顫，毛骨悚然，心肺撕裂，往往一声长啸即使对手不战而败。